# Urs Wüthrich
Urs Wüthrich-Pelloli (* 14. August 1954; † 18. Juli 2022; heimatberechtigt in Trub) war ein Schweizer Politiker (SP). Er gehörte von 2003 bis 2015 dem Regierungsrat des Kantons Basel-Landschaft an und stand der Bildungs-, Kultur- und Sportdirektion vor. Er war dreimal Präsident des Regierungsrates.

## Berufliche Tätigkeiten
Urs Wüthrich wuchs in einer Täuferfamilie im Emmental auf; er half auf dem Bauernhof seines Onkels und in der Sattlerei seines Grossvaters. In den 1970er Jahren wurde er durch den sozial-kulturellen Umbruch der 68er-Bewegung politisiert. Er war ausgebildeter Kaufmann und schloss eine Fachausbildung als Psychiatriepfleger in Solothurn ab. Danach arbeitete er von 1979 bis 1980 in der dortigen Psychiatrischen Klinik, 1981 wurde er Generalsekretär und Mitglied der Geschäftsleitung des VPOD. Von 1990 an war Wüthrich Lehrbeauftragter für die Kaderschulung im Gesundheitsbereich in verschiedenen Berufsschulen für Pflege. Alle beruflichen Tätigkeiten gab Wüthrich nach seiner Wahl in den Regierungsrat im Jahr 2003 auf.

## Politische Laufbahn
Wüthrich war von 1977 bis 1980 Mitglied des Gemeinderats von Zuchwil. Nach einer längeren Pause gehörte er dann von 1989 bis 2001 der Sozialbehörde der Gemeinde Sissach an. 1994 übernahm er die Präsidentschaft des Gewerkschaftsbunds im Kanton Basel-Landschaft. 1995 wurde Wüthrich in den Landrat des Kantons Basel-Landschaft gewählt, ab 1997 war er Fraktionspräsident.
Ab 1997 war Urs Wüthrich Mitglied der Geschäftsleitung der kantonalen SP und ein Delegierter der nationalen SP.
Per 1. Juli 2003 wurde er in den Regierungsrat gewählt und schied daher aus dem Landrat aus. Bei den Erneuerungswahlen 2007 und 2011 wurde er im Amt bestätigt. Im Regierungsrat stand er der Bildungs-, Kultur- und Sportdirektion vor. Nach den Amtsjahren 2006/2007 und 2009/2010 war er zum dritten Mal von Juli 2013 bis Juni 2014 Regierungsratspräsident. Er schied – wie schon im Januar 2014 angekündigt – nach den Erneuerungswahlen 2015 aus dem Regierungsrat aus. Einige Medien führen sein Ausscheiden auf parteiinterne Kritik zurück; ihm war vorgeworfen worden, dass er Sitzungsgelder als private Einnahmen behandelt habe, wobei kein Gesetzesverstoß festgestellt wurde. Er zahlte in der sogenannten Honoraraffäre dem Kanton 2425 Franken zurück.

## Mitgliedschaften
Wüthrich gehörte dem Vorstand der Naturfreunde Schweiz an und war Mitglied des Stiftungsrats der Roger Federer Foundation.

## Privates
Urs Wüthrich war verheiratet mit Carla Wüthrich-Pelloli und Vater von drei Töchtern. Er wohnte in Sissach.